# Monarch (empresa)
Monarch es una empresa chilena dedicada al rubro textil con sede en Santiago de Chile, en la Región Metropolitana de Santiago. Fue fundada en 1937 y durante años ha sido una de las principales industrias textiles de Latinoamérica.

## Historia
La industria textil Monarch fue fundada en 1937, en Iquique en la Región de Tarapacá. La compra de una pequeña fábrica, por parte de los hermanos Juan - quien había trabajado en Iquique en la tienda de géneros de sus primos Solari Magnasco - y Attilio Magnasco en conjunto con el empresario Darío Aste, dieron vida a un negocio familiar a escala nacional que se ha prolongado por casi 80 años y por tres generaciones.
Los hermanos, de ascendencia italiana, construyeron una reconocida empresa a nivel nacional. En 1940 inauguraron su propia tintorería para teñidos de algodón. En 1963 iniciaron la producción de medias.
En 1982, justo el año de la crisis económica tras la devaluación del peso chileno, abre el primer local de la cadena de locales Monarch en el también recién inaugurado Mall Parque Arauco. Los hermanos salieron fortalecidos de la crisis y, tras el quiebre de prácticamente toda su competencia, se convirtieron en la principal compañía de medias y calcetines del país.
En los años 1980 y 1990, Monarch sorteó con éxito la fuerte competencia de los productos chinos que arribaron al país con costos mucho menores que los de la industria nacional. En 2003 lanzan su primera colección de poleras en microfibra. En 2010 se declara monumento histórico el emblemático letrero luminoso ubicado en Vicuña Mackenna. En 2011 amplían el rubro hasta líneas de cobre, avaladas por Codelco y el Ministerio de Minería, el mismo año en que alcanzan históricas ventas anuales cercanas a los US$33 millones.
Monarch venden al año más calcetines que número de chilenos. En 2012, año en que inauguraron su sucursal N°65 en el Costanera Center, vendieron más de 17 millones de calcetines. Todos logros conseguidos en un mercado complejo, donde la mitad de la demanda se mueve en puestos de la calle y ferias libres.